# Stampe (adelsslægt)
 For alternative betydninger, se Stampe. (Se også artikler, som begynder med Stampe)

## Oversigt: 6 slægter
Stampe [af Klarupgård] også kaldet Stampe [I]. Holsteinsk uradel, i DK fra 1369, uddød kort efter 1557. Een man var foged på Klarupgård ved Aalborg.
Stampe [af Gerdrup] også kaldet Stampe [II]. Dansk uradel, kendt fra 1438, uddød 1554-1568. Gerdrup ligger på Sjælland, 5 km NØ f Skælskør.
"Stampe" [af Norge] også kaldet "Stampe" [III]. Kun een mand kendt, adlet 1480, og han hed ikke Stampe. Antageligt er der efterkommere 1556 (eller just døde da), for da udstedes en vidisse af adelsbrevet (dvs en afskrift bekræftet på tinge) Vi ved ikke mere.
Stampe [af 1759] også kaldet Stampe [IV] var en dansk brevadelsslægt på een mand Henrik Stampe, han døde 1787. Skjoldet var stykket sammen i 5 felter af de 3 ovenstående slægters våben.
Baronerne Stampe fik friherre-patent 1810. Det var en brorsøn til ovenstående Henrik, han oprettede Stampenborg til Baroni (nu Nysø ved Præstø). Sidste baron døde 1904. Våbnet havde 7 felter de fleste fra ovenstående våben.
Baron Stampe-Charisius. Det var sidste mand af ovenstående baroner, der havde arvet fideikommis'et efter stamhuset Marselisborg, og 1895 fik patent på navnet og et skjold med 12 felter, kombineret af ovenstående skjold og baron Marselis' skjold. Han døde som sagt 1904

## Stampe [af 1759]
De uadelige forfædre begynder med sognepræst i Nyborg Jesper Hansen Stampe (død 1641). Hans sønnesøns søn, provst i Kær Herred, sognepræst til Hammer, Sulsted og Aistrup, magister Jens Henriksen Stampe (1682-1733), blev fader til den barnløse statsminister Henrik Stampe (1713-1789), til sognepræst i Slagelse Frants Thestrup Stampe (1715-1762) og til virkelig justitsråd Oluf Stampe til Skørringe på Falster (1717-1785). Den førstnævnte af disse brødre fik 4. maj 1759 et "Adelsfornyelses-Patent", idet han påberåbte sig en, i øvrigt ganske uhjemlet afstamning "fra de ældgamle Stampers adelige Familie".
Spørgsmålet blev behandlet af
    A Thiset I DAA 1889 indledningen,
han tilbageviste afstamningen.
Thiset gentager vurderingen og tilføjer en yderligere bemærkning i
    Personalhistorisk Tidsskrift 1892 s 52-54.
Henrik Stampes selvbiografi ses i
    Personalhistorisk Tidsskrift 1924 s 152-55.
Våbnet med hjortebenet og pilen ses 1610 på prædikestolen i Kølstrup Kirke for den adlede Henriks tipoldefars bror.
    Michael Dupont: En fynsk præsteslægt på Christian IV's tid
    Personalhistorisk tidsskrift 2004. s 92-102.

## Baronerne Stampe og Stampe-Charisius
Sognepræst Frants Thestrup Stampes søn, kommandørkaptajn, kammerherre Holger Stampe (1754-1827), oprettede 11. februar 1809 Baroniet Stampenborg med hovedsædet Nysø og optoges derefter 1. september 1810 i den danske friherrestand. Hans søn, baron Henrik Stampe (1794-1876), blev fader til kammerherre, hofjægermester, baron Henrik Stampe (1821-1892) og til den friherrelige linjes sidste mand, kammerherre, baron Holger Frederik Christian Stampe (1822-1904), der efter at have tiltrådt det for Stamhuset Constantinsborg substituerede fideikommis ved patent af 28. oktober 1895 fik navnet Stampe-Charisius. Sidstnævnte baron Henrik Stampe blev fader til forfatterinden, fru Rigmor Stampe Bendix (1850-1923), hvis ægteskab med komponisten, professor Victor Bendix opløstes 1905. Hun udgav: Carlo Dalgas (1901), Baronesse Stampes Erindringer om Thorvaldsen (1912) og H.C. Andersen og hans nærmeste Omgang (1918). Hendes yngre søster var kvindesagsforkæmperen fru Astrid Stampe Feddersen (1852-1930).

### Uadelige Stampe'r
Efter, at den friherrelige linje var uddød 1904, overgik baroniet til ovennævnte justitsråd Oluf Stampes sønnesøns sønnesøns søn, cand.phil. Henrik Stampe (1878-1925), der kun efterlod en datter, Birgitte Caroline Maroucha Stampe (1922-1977), som blev gift med Jens Kistrup (1925-2003). Hans oldefaders broder, gehejmelegationsråd, konferensråd Tyge Rothe Stampe til Valdemarskilde (1793-1878), var bureauchef i Udenrigsministeriet. Han var søn af kammerherre Carl Adolph Stampe til Skørringe (1765-1831), som også havde sønnerne overkrigskommissær Ole Henrik Stampe til Nebøllegård (1791-1831) samt etatsråd og politiker Henrik Stampe til Skørringe (1803-1860), der var fader til jægermester Peter Adolf Henrik Stampe til Skørringe og Falkensteen (1817-1883), som var fader til Adolph Georg Nicolai Stampe til Skørringe (1844-1903).

### Forbindelser til slægten Rothe
Derudover kan nævnes, at mænd af slægten Stampe i hele tre generationer i træk giftede sig med kvindelige medlemmer af slægten Rothe: Justitsråd Oluf Stampe til Skørringe (1717-1785) ægtede Maria Rothe (1739-1811, datter af kancelliråd Carl Adolph Rothe); hans søn, kammerherre Carl Adolph Stampe til Skørringe (1765-1831) ægtede Caroline Rothe (1766-1845, datter af Tyge Rothe); hans søn, konferensråd Tyge Rothe Stampe ægtede Anna Rosine Rothe (1813-1872, datter af kontreadmiral Carl Adolph Rothe).
Omvendt ægtede højesteretsassessor Christian Rothe (1790-1858) Maria Stampe (1797-1848), datter af Carl Adolph Stampe.